# Fluxus (művészet)
A fluxus (latin eredetű szó, jelentése: áramlás) a dadaizmus folytatásaként működő nemzetközi művészeti irányzat az 1960-as évek eleje óta. Rokon az akcióművészettel, a happeninggel, a képzőművészetet ötvözi az irodalommal, a zenével, a színházzal stb. Kifejezetten intermediális jelenség. Leginkább a kísérleti színházhoz áll közel, a művész által előre megtervezett esemény a művész közreműködésével, amelybe spontán módon a közönséget is igyekszik bevonni. Célja a művészeti élet és a hétköznapi élet, valamint a művész és a befogadó közti szakadék áthidalása. Ismertebb képviselői: John Cage, Nam June Paik, Tót Endre, Wolf Vostell. Hazánkban: Erdély Miklós, Halász Péter, Najmányi László, Szentjóby Tamás, Papp Zsolt, Vigh Máté, Wéber Kristóf.